# Ujung Batu II
Ujung Batu II is een bestuurslaag in het regentschap Padang Lawas van de provincie Noord-Sumatra, Indonesië. Ujung Batu II telt 2341 inwoners (volkstelling 2010).